# Vecchiano
Vecchiano là một đô thị ở tỉnh Pisa trong vùng Toscana thuộc Ý, có cự ly khoảng 70 km về phía tây của Florence và khoảng 8 km về phía bắc của Pisa. Tại thời điểm ngày 31 tháng 12 năm 2004, đô thị này có dân số 12.031 người và diện tích là 67,4 km².
Vecchiano giáp các đô thị: Lucca, Massarosa, San Giuliano Terme, Viareggio.